# Jordbävningen i Ecuador 2016
Jordbävningen i Ecuador 2016 inträffade den 16 april 2016 klockan 18:58 lokal tid och mätte 7.8 på momentmagnitudsskalan. Jordbävningen hade dess epicentrum i norra Manabíprovinsen, cirka 27 km från Pedernales, och cirka 170 km från huvudstaden Quito. Ecuadors regering uppger att 660 omkom och 4605 skadades allvarligt av jordbävningen.

## Förödelse
Jordbävningen resulterade i omfattande förödelse i städer längs den Ecuadorianska kusten, och lämnade många i området hemlösa. I Manabíprovinsen omkom över 200 människor, och 70% av dess fastigheter ödelades. I Portoviejo, cirka 200 km från epicentrum, omkom omkring 100 personer.